# Rafinesquia
Genre
Classification APG II (2003)
Rafinesquia est un genre de plante à fleurs de la famille des Asteraceae. C'est le naturaliste Thomas Nuttall qui l'a nommé ainsi, en l'honneur de Constantine Samuel Rafinesque.

## Liste d'espèces
Selon ITIS:
- Rafinesquia californica Nutt.
- Rafinesquia neomexicana Gray